# Роґульський Іван Васильович
Іван Васильович Рогульський (5 жовтня 1892 — після 1924) — військовий діяч, хорунжий 4-ї сотні військової формації Українські Січові Стрільці.

## Життєпис

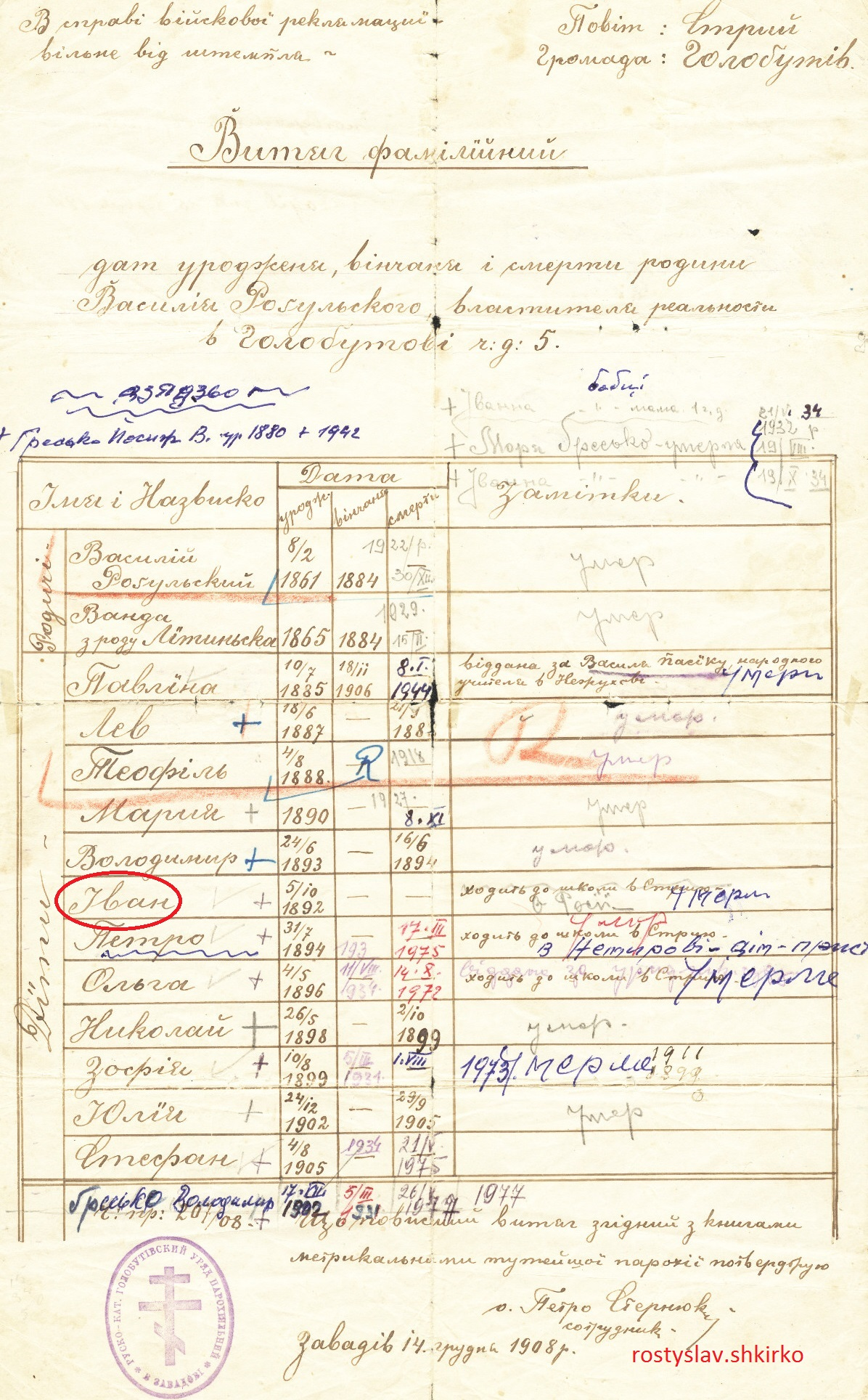
Витяг із метрики

Старшини УСС, зліва направо: Петро Дідушок, Осип Навроцький, Дмитро Вітовський, Іван Роґульський, Михайло Матчак

Народився 1892 року в селі Голуботові Стрийського повіту.
Випускник гімназії в Стрию.
У Легіоні УСС перебував з 1914 року. Спершу — розвідник, потім отримав ранг хорунжий, став командантом відділу мінометів. У 1916 році в бою під Потуторами взятий у полон. Протягом 1918—1919 років — командувач чети, потім сотні, куреня, згодом — полку і дивізії київських Січових Стрільців, командант 1 піхотного полку Січових Стрільців та 1 дивізії Січових Стрільців.

Особливо відзначився у великій битві під Бердичівом як командувач 1-го полку СС. Поранений під Шепетівкою.
У 1920 році залишився в Наддніпрянщині, де був заарештований і страчений комуністичним режимом у 1930-х роках.